# Dadaga
Dadaga är en ort i Indien.   Den ligger i distriktet Mandya och delstaten Karnataka, i den södra delen av landet, 1 700 km söder om huvudstaden New Delhi. Dadaga ligger 827 meter över havet och antalet invånare är 843.
Terrängen runt Dadaga är platt. Runt Dadaga är det ganska tätbefolkat, med 214 invånare per kvadratkilometer. Närmaste större samhälle är Bellūru, 4,8 km nordost om Dadaga. Trakten runt Dadaga består till största delen av jordbruksmark.